# Jennifer Kaytin Robinson
Pour les articles homonymes, voir Robinson.
Ne doit pas être confondu avec Jennifer Robinson.
Jennifer Kaytin Robinson est une réalisatrice, scénariste et productrice américaine née le 4 avril 1988 à Miami en Floride.

## Biographie
Jennifer Kaytin Robinson nait et grandit à Miami en Floride. À l'âge de 16 ans, elle s'installe Los Angeles où elle tente une carrière d'actrice. Elle fait partie des auditions finales pour décrocher un rôle récurrent dans la série Hannah Montana aux côtés de Miley Cyrus. Après avoir joué et travaillé dans les relations publiques dans l'univers de la mode, entre New York et Los Angeles, elle se tourne vers l'écriture.
Elle crée ensuite Sweet/Vicious pour MTV. Diffusée en 2016, la série est une comédie noire sur deux étudiantes qui deviennent des justicières pour se venger des agresseurs sexuels. La série est acclamée par la critique mais ne connait qu'une saison de 10 épisodes. Variety désigne cependant Sweet/Vicious comme l'une de leurs 20 meilleures nouvelles séries de 2016.
En 2016, elle fait partie des 10 scénaristes de la télévision à suivre selon Variety. En 2017, elle est invitée à la Maison-Blanche sous l’administration Obama pour parler lors du sommet It’s On Us du vice-président Joe Biden de son travail et de son plaidoyer en faveur des survivantes d’agressions sexuelles.
En 2018, il est annoncé qu'elle va faire ses débuts de réalisatrice pour Netflix, avec le long métrage Quelqu'un de bien (Someone Great). Gina Rodriguez est la tête d'affiche de cette comédie romantique produite notamment par Paul Feig. Le film est diffusé sur la plateforme courant 2019,. Il reçoit des critiques globalement positifs dans la presse anglo-saxonne,.
En 2020, Variety annonce qu'elle a été engagée pour participer à l'écriture de Thor: Love and Thunder avec le réalisateur Taika Waititi. Elle collabore également au scénario du film Unpregnant, sort en 2020 sur HBO Max.
Elle est ensuite annoncée pour développer une série télévisée adaptée du film Danse ta vie (2000). Elle retrouve ensuite Marvel Studios et participe comme productrice consultante à la série Hawkeye diffusée sur Disney+.
Elle écrit et réalise ensuite le film Si tu me venges… (Do Revenge), avec Camila Mendes et Maya Hawke. Il s'agit d'une relecture de L'Inconnu du Nord-Express d'Alfred Hitchcock. Il est diffusé sur Netflix en septembre 2022.
En 2023, elle est officialisée à la réalisation du 4e film de la franchise Souviens-toi… l'été dernier, qui voit le retour des personnages principaux Julie et Ray, incarnés par Jennifer Love Hewitt et Freddie Prinze Jr. dans les deux premiers volets. Le film sortira à l'été 2025.

## Filmographie
Sauf indication contraire, les informations mentionnées dans cette section peuvent être confirmées par la base de données cinématographiques IMDb,  présente dans la section « Liens externes ».

### Réalisatrice
- 2019 : Quelqu'un de bien (Someone Great)
- 2020 : Love Life (série TV) - 1 épisode
- 2022 : Si tu me venges… (Do Revenge)
- 2025 : Souviens-toi… l'été dernier (I Know What You Did Last Summer)

### Scénariste
- 2016-2017 : Sweet/Vicious (série TV) (également créatrice)
- 2019 : Quelqu'un de bien (Someone Great) d'elle-même
- 2020 : Unpregnant de Rachel Lee Goldenberg
- 2022 : Thor: Love and Thunder de Taika Waititi
- 2022 : Si tu me venges… (Do Revenge) d'elle-même
- 2025 : Souviens-toi… l'été dernier (I Know What You Did Last Summer) d'elle-même

### Productrice
- 2016-2017 : Sweet/Vicious (série TV) (coproductrice déléguée)
- 2019 : Quelqu'un de bien (Someone Great) d'elle-même (productrice déléguée)
- 2021 : Hawkeye (série TV) (productrice consultante)
- 2022 : Si tu me venges… (Do Revenge) d'elle-même